# Okręgi w Albanii
Okręg (alb. l.poj. rreth, l.mn. rrethe) – dawna jednostka podziału administracyjnego Albanii, formalnie obowiązująca w latach 1913–2000, lecz faktycznie funkcjonująca jeszcze do czerwca 2015 r., jako jednostka podziału terytorialnego tego kraju.
Pierwotnie Albania była podzielona na 39 okręgów. W 1939 r. ich liczbę zmniejszono do 26 i która została utrzymana również w latach 1959–1991. W latach 1992–2000 dodano kolejnych 10 okręgów, przez co ich liczba wzrosła do 36. 31 lipca 2000 r., zgodnie z ustawą nr 8653, okręgi zostały zniesione jako jednostki administracyjne i zastąpione przez 12 obwodów (alb. l.poj. qark lub qarku, l.mn. qarqe). Pomimo że od 2001 r. okręgi nie realizowały już żadnych zadań administracyjnych, nadal były uregulowane ustawowo jako jednostka terytorialna, a przede wszystkim pozostały obecne w życiu codziennym Albańczyków, ponieważ - w przeciwieństwie do obwodów - odpowiadały tradycyjnym regionom (np. Mirdita, Dibra, Mat, Has, Tropoja, Kolonja, Skrapar) lub zasięgom aglomeracji miejskich (np. Tirana, Elbasan, Librazhd, Gramsh, Gjirokastra). Do 2011 r. wyróżniki miejsca związane z okręgami używane były również na albańskich tablicach rejestracyjnych pojazdów. Ostatecznie, okręgi w Albanii zniesiono ustawą nr 115/2014 z dnia 31 lipca 2014 r., a 27 listopada 2015 usunięto je z listy kodów ISO 3166-2.
W ostatniej fazie istnienia tego stopnia podziału administracyjnego (tj. w latach 1992–2000) Republika Albanii była podzielona na 36 okręgów:
| 1. Berat 2. Bulqiza 3. Delvina 4. Devoll 5. Dibra 6. Durrës 7. Elbasan 8. Fier 9. Gjirokastra 10. Gramsh 11. Has 12. Kavaja 13. Kolonja 14. Korcza 15. Kruja 16. Kuçova 17. Kukës 18. Kurbin | 1. Lezha 2. Librazhd 3. Lushnja 4. Malësi e Madhe 5. Mallakastra 6. Mat 7. Mirdita 8. Peqin 9. Përmet 10. Pogradec 11. Puka 12. Saranda 13. Szkodra 14. Skrapar 15. Tepelena 16. Tirana 17. Tropoja 18. Vlora | Okręgi w Albanii |